# Каштелу-Бон
Каштелу-Бон (порт. Castelo Bom)  —  район (фрегезия) в Португалии,  входит в округ Гуарда. Является составной частью муниципалитета  Алмейда. По старому административному делению входил в провинцию Бейра-Алта. Входит в экономико-статистический  субрегион Бейра-Интериор-Норте, который входит в Центральный регион. Население составляет 181 человек на 2001 год. Занимает площадь 25,28 км².